# João Dias Guedes
João Dias Guedes foi um nobre português do século XVII, administrador colonial português.
Foi capitão-mor da capitania do Espírito Santo, de 1640 a 1643.